# Bechnitz Sándor
Bechnitz Sándor, álneve Flaneur (Vinga, 1888. február 18. – Temesvár, 1951. október 27.) magyar jogász, újságíró, kritikus, novellista.

## Életútja
Jogi tanulmányai befejezése után közhivatalnok, 1910-től Temes megye tiszteletbeli főjegyzője. Az első világháború után újságírói pályára lépett, több mint másfél évtizedig szerkesztette a Déli Hírlap irodalmi-művészeti rovatát. A második világháború után a temesvári Szabad Szóban jelentek meg írásai. Irodalmi, művészeti kritikáit, tanulmányait és esszéit hazai és budapesti lapok közölték. Novellái művelődéstörténeti ihletettségűek.